# Robert Fyfe
Robert Douglas Fyfe (Kirkcaldy, 25 settembre 1930 – Kirkcaldy, 15 settembre 2021) è stato un attore scozzese.

## Biografia
Iniziò la sua carriera nel 1962 e divenne conosciuto per aver recitato nel film Il giro del mondo in 80 giorni del 2004.

## Filmografia

### Cinema
- Gaolbreak (1962)
- Xtro - Attacco alla Terra (1982)
- Codice 51 (2001)
- Il giro del mondo in 80 giorni (2004)
- Babel (2006)
- Ladri di cadaveri - Burke & Hare (2010)
- Una sposa in affitto (2011)
- Cloud Atlas (2012)
- PPZ - Pride + Prejudice + Zombies (2016)

### Televisione
- The Big Pull (1962, 3 episodi)
- Dr. Finlay's Casebook (1962, 1 episodio)
- Third Time Lucky (1982, 1 episodio)
- Last of the Summer Wine (1985-2010, 230 episodi)
- Il ritorno di Sherlock Holmes (1988, 1 episodio)
- No Strings (1989, 7 episodi)
- Monarch of the Glen (2004, 1 episodio)
- Misfits (2009, 1 episodio)
- Coronation Street (2012, 7 episodi)
- Carters Get Rich (2017, 2 episodi)